# Classic Reliability Trials
Classic Reliability Trials is de naam van een betrouwbaarheidsrit voor historische (toer-)motorfietsen. 
Er wordt gereden in de klassen veteran, vintage, post-vintage tot 150 cc, post-vintage boven 150 cc, post-war tot 150 cc en post-war boven 150 cc. In Nederland kent men de klassen veteraan (tot 1930) en na-Veteraan van 1930-1940.